# گیرمو دل تورو
گیِرمو دل تورو گومِس (به اسپانیایی: Guillermo del Toro Gómez) (زاده ۹ اکتبر، ۱۹۶۴) یک کارگردان، تهیه‌کننده، فیلم‌نامه‌نویس و رمان‌نویس مکزیکی است. دل تورو در حرفه کارگردانی خود به‌طور دوره‌ای به ساخت آثار فانتزی تاریک به زبان اسپانیایی همچون فیلم‌های گوتیک ترسناک ستون فقرات شیطان (۲۰۰۱)،  هزارتوی پن (۲۰۰۶)، و فیلم‌های اکشن آمریکایی از جمله تیغه ۲ (۲۰۰۲)، اثر ابرقهرمانی فراطبیعی پسر جهنمی (۲۰۰۴) و دنبالهٔ آن پسر جهنمی ۲: ارتش طلایی (۲۰۰۸)، حاشیه اقیانوس آرام (۲۰۱۳)، و فیلم برنده جایزه اسکار شکل آب (۲۰۱۷) پرداخته‌است.
دل تورو در نودمین دوره جوایز اسکار برای فیلم شکل آب اسکار بهترین کارگردانی را دریافت کرد. همچنین فیلم شکل آب جایزه اسکار بهترین فیلم را نیز در این مراسم به خود اختصاص داد.همچنین او توانست جایزه ی بهترین انیمیشن‌ بلند را در مراسم اسکار برای انیمیشن «پینوکیو گیرمو دل تورو» کسب کند و در یک سخنرانی احساسی به این نکته اشاره کرد که انیمیشن ژانری از سینما نیست،بلکه خود دنیایی دارد.

## فیلم‌شناسی
| ۱۹۸۵ | Doña Lupe                            | آری | آری    | اجرایی | فیلم کوتاه                         |
| ۱۹۸۷ | Geometría                            | آری | آری    | آری    | فیلم کوتاه                         |
| ۱۹۹۳ | Cronos                               | آری | آری    | نه     |                                    |
| ۱۹۹۷ | تقلید                                | آری | آری    | نه     |                                    |
| ۲۰۰۱ | ستون فقرات شیطان                     | آری | آری    | اجرایی | عنوان اصلی: El espinazo del diablo |
| ۲۰۰۲ | تیغه ۲                               | آری | نه     | نه     |                                    |
| ۲۰۰۴ | پسر جهنمی                            | آری | آری    | نه     |                                    |
| ۲۰۰۶ | هزارتوی پن                           | آری | آری    | آری    | عنوان اصلی: El Laberinto Del Fauno |
| ۲۰۰۸ | پسر جهنمی ۲: ارتش طلایی              | آری | آری    | نه     |                                    |
| ۲۰۱۰ | از تاریکی نترس                       | نه  | آری    | آری    |                                    |
| ۲۰۱۲ | هابیت: یک سفر غیرمنتظره              | نه  | آری    | نه     |                                    |
| ۲۰۱۳ | حاشیه اقیانوس آرام                   | آری | آری    | آری    |                                    |
| ۲۰۱۳ | هابیت: برهوت اسماگ                   | نه  | آری    | نه     |                                    |
| ۲۰۱۴ | هابیت: نبرد پنج سپاه                 | نه  | آری    | نه     |                                    |
| ۲۰۱۵ | قله‌ای به رنگ خون                     | آری | آری    | آری    |                                    |
| ۲۰۱۷ | شکل آب                               | آری | آری    | آری    |                                    |
| ۲۰۱۹ | داستان‌های ترسناک برای گفتن در تاریکی | نه  | داستان | آری    |                                    |
| ۲۰۲۰ | جادوگرها                             | نه  | آری    | آری    | ۳۰مهر۱۴۰۰ پخش شد                   |
| ۲۰۲۱ | کوچه کابوس                           | آری | آری    | آری    | 'آذر ماه 1400                      |
| ۲۰۲۲ | پینوکیو                              | آری | آری    | آری    | کارگردانی مشترک با مارک گوستافسون  |

## جوایز و افتخارات

### جوایز اسکار
| سال  | جایزه       | رشته                                     | عنوان      | نتیجه    |
| ---- | ----------- | ---------------------------------------- | ---------- | -------- |
| ۲۰۰۷ | جوایز اسکار | جایزه اسکار بهترین فیلم نامه غیر اقتباسی | هزارتوی پن | نامزدشده |
| ۲۰۰۷ | جوایز اسکار | جایزه اسکار بهترین فیلم خارجی زبان       | هزارتوی پن | نامزدشده |
| ۲۰۱۸ | جوایز اسکار | جایزه اسکار بهترین فیلم                  | شکل آب     | برنده    |
| ۲۰۱۸ | جوایز اسکار | جایزه اسکار بهترین کارگردانی             | شکل آب     | برنده    |
| ۲۰۱۸ | جوایز اسکار | جایزه اسکار بهترین فیلم نامه غیر اقتباسی | شکل آب     | نامزدشده |

### جوایز گلدن گلوب
| سال  | جایزه           | رشته                                         | عنوان      | نتیجه    |
| ---- | --------------- | -------------------------------------------- | ---------- | -------- |
| ۲۰۰۷ | جوایز گلدن گلوب | جایزه گلدن گلوب بهترین فیلم غیر انگلیسی زبان | هزارتوی پن | نامزدشده |
| ۲۰۱۸ | جوایز گلدن گلوب | جایزه گلدن گلوب بهترین فیلم درام             | شکل آب     | نامزدشده |
| ۲۰۱۸ | جوایز گلدن گلوب | جایزه گلدن گلوب بهترین کارگردانی             | شکل آب     | برنده    |
| ۲۰۱۸ | جوایز گلدن گلوب | جایزه گلدن گلوب بهترین فیلم نامه             | شکل آب     | نامزدشده |

### جوایز بفتا
| سال        | جایزه | رشته                                     | عنوان      | نتیجه    |
| ---------- | ----- | ---------------------------------------- | ---------- | -------- |
| جوایز بفتا | ۲۰۰۷  | جایزه بفتای بهترین فیلمنامه غیر اقتباسی  | هزارتوی پن | نامزدشده |
| جوایز بفتا | ۲۰۰۷  | جایزه بفتای بهترین فیلم غیر انگلیسی زبان | هزارتوی پن | برنده    |
| جوایز بفتا | ۲۰۱۸  | جایزه بفتای بهترین فیلم                  | شکل آب     | نامزدشده |
| جوایز بفتا | ۲۰۱۸  | جایزه بفتای بهترین کارگردانی             | شکل آب     | برنده    |
| جوایز بفتا | ۲۰۱۸  | جایزه بفتای بهترین فیلمنامه غیر اقتباسی  | شکل آب     | نامزدشده |